# Бенек (присілок)
Бенек (рос. Бенек) — присілок в Андреапольському районі Тверської області Російської Федерації.
Населення становить 9 осіб. Входить до складу муніципального утворення Андреапольський округ.

## Історія
Від 2006 до 2019 року входило до складу муніципального утворення Волокське сільське поселення.

## Населення
1. Н/Д[3]